# Lipovec (Zlatar Bistrica)
 Lipovec  falu Horvátországban Krapina-Zagorje megyében. Közigazgatásilag Zlatar Bistricához tartozik.

## Fekvése
Zágrábtól 30 km-re, községközpontjától 4 km-re keletre a Horvát Zagorje területén a Korpona partján  fekszik.

## Története
1857-ben 347, 1910-ben 876 lakosa volt. Trianonig Varasd vármegye Zlatari járásához tartozott.
2001-ben 1592 lakosa volt.

## Külső hivatkozások
- Zlatar Bistrica hivatalos oldala
- A Keresztelő Szent János plébánia honlapja